# 120-й меридіан східної довготи
120-й меридіан східної довготи — лінія довготи, що лежить на 120 градусів східніше Гринвіцького меридіана. Вона проходить від Північного полюса через Північний Льодовитий океан, Азію, Індійський океан, Австралазію, Південний океан та Антарктиду до Південного полюса.
120-й меридіан східної довготи формує велике коло разом із 60-тим меридіаном західної довготи.
Це центральний меридіан часового поясу UTC+8, також відомого як Китайський стандартний час.

## Список географічних об'єктів, що перетинає 120° сх. д.
Починаючи на Північному полюсі та рухаючись до Південного полюса, 120-й меридіан східної довготи проходить через:
| Координати                                                   | Країна, територія або море | Примітки                                                                        |
| ------------------------------------------------------------ | -------------------------- | ------------------------------------------------------------------------------- |
| 90°0′ пн. ш. 120°0′ сх. д. / 90.000° пн. ш. 120.000° сх. д.  | Північний Льодовитий океан |                                                                                 |
| 78°22′ пн. ш. 120°0′ сх. д. / 78.367° пн. ш. 120.000° сх. д. | Море Лаптєвих              |                                                                                 |
| 73°10′ пн. ш. 120°0′ сх. д. / 73.167° пн. ш. 120.000° сх. д. | Росія                      |                                                                                 |
| 51°31′ пн. ш. 120°0′ сх. д. / 51.517° пн. ш. 120.000° сх. д. | КНР                        | Внутрішня Монголія Ляонін                                                       |
| 40°4′ пн. ш. 120°0′ сх. д. / 40.067° пн. ш. 120.000° сх. д.  | Жовте море                 | Бохайська затока                                                                |
| 37°25′ пн. ш. 120°0′ сх. д. / 37.417° пн. ш. 120.000° сх. д. | КНР                        | Проходить через Шаньдунський півострів                                          |
| 35°43′ пн. ш. 120°0′ сх. д. / 35.717° пн. ш. 120.000° сх. д. | Жовте море                 |                                                                                 |
| 34°26′ пн. ш. 120°0′ сх. д. / 34.433° пн. ш. 120.000° сх. д. | КНР                        | Цзянсу Чжецзян — проходить західніше Ханчжоу Фуцзянь                            |
| 26°36′ пн. ш. 120°0′ сх. д. / 26.600° пн. ш. 120.000° сх. д. | Східнокитайське море       |                                                                                 |
| 25°23′ пн. ш. 120°0′ сх. д. / 25.383° пн. ш. 120.000° сх. д. | Південнокитайське море     | Проходить через Тайванська протока, західніше острова Тайвань, Республіка Китай |
| 16°20′ пн. ш. 120°0′ сх. д. / 16.333° пн. ш. 120.000° сх. д. | Філіппіни                  | Проходить через острови Кабарруян[de] та Лусон                                  |
| 15°17′ пн. ш. 120°0′ сх. д. / 15.283° пн. ш. 120.000° сх. д. | Південнокитайське море     | Проходить західніше острова Кабра[de], Філіппіни                                |
| 12°16′ пн. ш. 120°0′ сх. д. / 12.267° пн. ш. 120.000° сх. д. | Філіппіни                  | Проходить через острови Бусуанга та Куліон[en]                                  |
| 11°41′ пн. ш. 120°0′ сх. д. / 11.683° пн. ш. 120.000° сх. д. | Море Сулу                  |                                                                                 |
| 10°34′ пн. ш. 120°0′ сх. д. / 10.567° пн. ш. 120.000° сх. д. | Філіппіни                  | Проходить через острів Думаран                                                  |
| 10°33′ пн. ш. 120°0′ сх. д. / 10.550° пн. ш. 120.000° сх. д. | Море Сулу                  | Проходить через риф Туббатаха, Філіппіни                                        |
| 5°56′ пн. ш. 120°0′ сх. д. / 5.933° пн. ш. 120.000° сх. д.   | Філіппіни                  | Проходить через острів Лапаран                                                  |
| 5°52′ пн. ш. 120°0′ сх. д. / 5.867° пн. ш. 120.000° сх. д.   | Море Сулу                  |                                                                                 |
| 5°14′ пн. ш. 120°0′ сх. д. / 5.233° пн. ш. 120.000° сх. д.   | Філіппіни                  | Проходить через острови Таві-Таві та Білатан                                    |
| 4°57′ пн. ш. 120°0′ сх. д. / 4.950° пн. ш. 120.000° сх. д.   | Море Сулавесі              |                                                                                 |
| 1°12′ пн. ш. 120°0′ сх. д. / 1.200° пн. ш. 120.000° сх. д.   | Макасарська протока        |                                                                                 |
| 0°29′ пн. ш. 120°0′ сх. д. / 0.483° пн. ш. 120.000° сх. д.   | Індонезія                  | Проходить через острів Сулавесі                                                 |
| 5°34′ пд. ш. 120°0′ сх. д. / 5.567° пд. ш. 120.000° сх. д.   | Флореське море             |                                                                                 |
| 8°27′ пд. ш. 120°0′ сх. д. / 8.450° пд. ш. 120.000° сх. д.   | Індонезія                  | Проходить через острів Флорес                                                   |
| 8°49′ пд. ш. 120°0′ сх. д. / 8.817° пд. ш. 120.000° сх. д.   | Протока Сумба              |                                                                                 |
| 9°22′ пд. ш. 120°0′ сх. д. / 9.367° пд. ш. 120.000° сх. д.   | Індонезія                  | Проходить через острів Сумба                                                    |
| 10°2′ пд. ш. 120°0′ сх. д. / 10.033° пд. ш. 120.000° сх. д.  | Індійський океан           |                                                                                 |
| 19°56′ пд. ш. 120°0′ сх. д. / 19.933° пд. ш. 120.000° сх. д. | Австралія                  | Західна Австралія                                                               |
| 33°56′ пд. ш. 120°0′ сх. д. / 33.933° пд. ш. 120.000° сх. д. | Індійський океан           | Австралія визнає цю акваторію частиною Південного океану[1][2]                  |
| 60°0′ пд. ш. 120°0′ сх. д. / 60.000° пд. ш. 120.000° сх. д.  | Південний океан            |                                                                                 |
| 66°52′ пд. ш. 120°0′ сх. д. / 66.867° пд. ш. 120.000° сх. д. | Антарктида                 | Проходить через Австралійську антарктичну територію (претендує Австралія)       |